# Делахуси, Райан
Райан Пол Делахуси (англ. Ryan Paul Delahoussaye, родился 14 января 1976 года в Хьюстоне, штат Техас) — музыкант-мультиинструменталист и сооснователь рок-группы Blue October.

## Биография
Делахуси обучался классической игре на скрипке в Высшей школе искусств (High School for the Performing and Visual Arts), где он и познакомился с Джастином Фёрстенфелдом, с которым они быстро стали близкими друзьями.
На Райана оказали большое влияние классическая музыка и классические композиторы. Так он отзывается о рок-концертах, которые ему удалось посетить. Его любимыми были: Nine Inch Nails, Blind Melon, Depeche Mode и The Rolling Stones.
Blue October стали известными во многом благодаря выдающимся партиям скрипки, дополняющим их музыку. Скрипка, которая выходит на первый план во многих песнях, отличает звучание Blue October от звучания множества других современных рок-групп. Техника пиццикато, которой пользуется Райан при игре на скрипке, придает целостность звучанию многих песен — таких, например, как Ugly Side, Clumsy Card House и Balance Beam. О манере игры Райана Джастин Фёрстенфелд отзывается следующим образом:
«Со скрипкой Райан делает просто невероятные вещи. Он может сыграть искусственное эхо, „вау-вау“ и замедления. Такое ощущение, что скрипка перестает быть скрипкой, это уже другой инструмент. Что и привносит частичку „Blue“ в понятие Blue October. Без него, не было бы такой смены настроений, а мне это нравится»
.
Делахуси иногда записывает партии скрипки для песен других исполнителей. Он играл в составе группы «Bayou Roux» и участвовал в записи их альбома 1999 года выпуска «Pass the Rice». Также Райан играл на скрипке в песне «Love Him» с альбома группы «Language Room» 2009 года, который продюсировал Мэтт Новески. Кроме того, Райан играл партию скрипки в песне «Falling by the Wayside» группы «People in Planes», песне «Murder» группы «Ours», а также выступал с группами «Hurricane Bells» и «Shiny Toy Guns».
Делахуси выпускает сольные работы. В 2015 году под псевдонимом «Tufstrings» он выпустил одноименный инструментальный мини-альбом. В 2019 году записал мини-альбом «Haunt (мини-альбом The Meeting Place)» под псевдонимом «The Meeting Place».
Кроме этого, Райан является преподавателем в Высшей школе искусств (HSVPA) города Остин, штат Техас.
В свободное время живёт в г. Хьюстон, штат Техас вместе с женой Энджел и двумя детьми - близнецами Холин и Фейд.

## Дискография
Blue October
- The Answers
- Consent to Treatment
- History for Sale
- Argue with a Tree...
- Foiled
- Foiled for the Last Time
- Approaching Normal
- The Ugly Side: An Acoustic Evening with Blue October
- Any Man In America
- Sway
- Things We Do At Night (Live from Texas)
- Home
- I Hope You’re Happy
- Live From Manchester
- This Is What I Live For

Tufstrings
- Tufstrings (EP)

The Meeting Place
- Haunt (мини-альбом The Meeting Place)

Bayou Roux
- Pass the Rice

## Фильмография
- Get Back Up (2020)